# Литвин Олександр Миколайович
Олександр Миколайович Литвин (8 березня 1953, Вінниця) — український художник. Працює у жанрах монументального живопису, графіки.

## Біографічна довідка
Закінчив відділення художнього текстилю Львівського державного інституту декоративно-прикладного мистецтва (педагоги — Т. Печенюк, Н. Дяченко, О. Мінько).
Член Вінницької обласної організації Національної спілки художників України з 1993 року.

## Твори
Монументальні розписи — «Історія медицини» (1988, санаторій «Авангард» у м. Немирів), серія «Історія України» (1990, Музей у с. Березівка Могилів-Подільського району); гобелени — триптих «Чорний ліс» (1988), «Розщеплення» (1991), «Подільський краєвид» (1995); живопис — «Осінній ліс» (1999), «Люпин» (2001), «Соняшники» (2002), «Липневе диво» (2003), «Квіти жовтня» (2006), «Осінній натюрморт» (2013); батики — «Мереживо трав», «Святковий», «Трави весни» (усі — 2008), «Поле» (2010), «Калина» (2013).